# Amfitrite
För andra betydelser, se Amfitrite (olika betydelser).

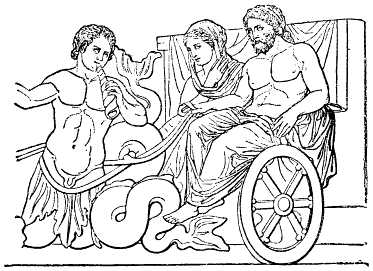
Poseidon och Amfitrite på en vagn dragen av tritoner.

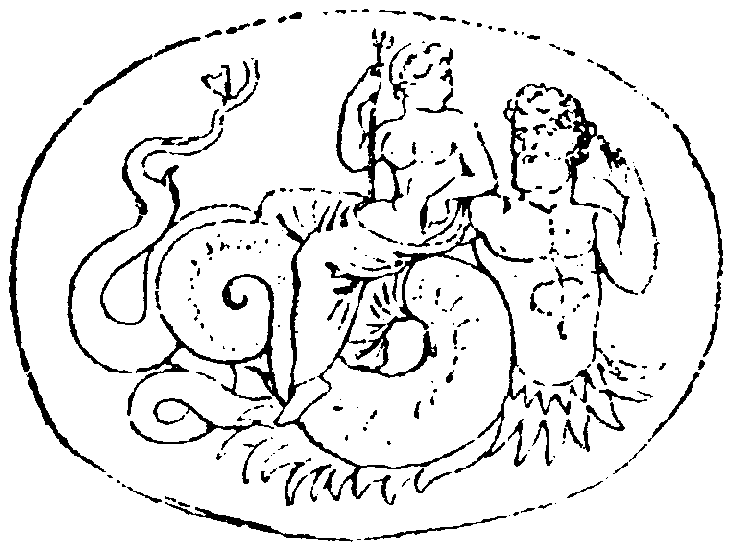
Amfitrite.

Amfitrite (grek. ΑμΦιτηιτη) var en av nereiderna i den grekiska mytologin. Vanligen betraktades hon som dotter till Nereus och Doris, men vissa ansåg att Okeanos och Tethys var hennes föräldrar vilket därmed gjorde henne till en av okeaniderna. 
Amfitrite var hustru till havsguden Poseidon och mor till deras gemensamma son havsguden Triton. Såsom havsgudinna härskade hon över allt som fanns i havet och de stora havsdjuren var hennes boskap.